# Kouty (ort i Tjeckien, Mellersta Böhmen)
Kouty är en ort i Tjeckien.   Den ligger i regionen Mellersta Böhmen, i den centrala delen av landet, 50 km öster om huvudstaden Prag. Kouty ligger 194 meter över havet och antalet invånare är 246.
Terrängen runt Kouty är platt.Runt Kouty är det tätbefolkat, med 297 invånare per kvadratkilometer. Närmaste större samhälle är Poděbrady, 6,0 km söder om Kouty. Trakten runt Kouty består till största delen av jordbruksmark.